# Lorenz Spring
Lorenz Spring (* 21. September 1964 in Uster) ist ein Schweizer Bildhauer und Maler.

## Leben
Lorenz Spring wurde in Uster geboren und wuchs in Bern sowie in Münsingen BE auf, zusammen mit seiner Schwester Christa und seinem älteren Bruder Max Spring, der ebenfalls künstlerisch tätig ist. Lorenz Spring machte von 1980 bis 1984 eine Berufslehre zum Steinbildhauer und besuchte die Schule für Gestaltung Bern. Von 1984 bis 1988 arbeitete er an barocken Steindenkmälern wie der Rekonstruktion der Figur auf dem Gerechtigkeitsbrunnen in der Altstadt von Bern. 1988 folgte ein Studienaufenthalt in Paris, der seine Suche nach einem eigenen künstlerischen Ausdruck vertiefte und bewirkte, dass er sich vermehrt der Malerei zuwandte. Seine erste Einzelausstellung fand in der Galerie Loeb in Bern statt. Von 1989 bis 1992 war Spring Mitglied der Schweizer Künstlergruppe Projekt Querschnitt, der u. a. auch Daniel Hausig, Peter Wüthrich, Dominik Stauch und Stefan Haenni angehörten. 1989 entstanden erste Radierungen und Steindruck-Lithografien. Zwischen 1990 und 1992 besuchte er New York, Rom und mehrere Orte in Ägypten.
Spring ist seit 1991 mit Jeanette Iseli verheiratet, mit der er zwei Kinder hat und in Münsingen BE lebt.

## Werk
Springs frühen Werke sind mehrheitlich in Grautönen gehalten und zeigen meist nebelhafte Gestalten in leeren Räumen. Anfang der 1990er-Jahre wechselte er zu einem neuen Arbeitsstil. Dafür charakteristisch sind das serielle Prinzip und die Wiederholung von Themen wie seinen religiös-christlichen Statements, dem Jazz oder der Micky Maus. Spring verwendet häufig eine Mischtechnik aus Acrylfarben, Dispersion und Kreide. Auf den gestisch aufgetragenen Farbgrund zeichnet er Kritzeleien mit augenfälliger Anleihe bei Cy Twombly oder er collagiert Fotosujets und Malfragmente. Assemblierte Objekte wie Schuhe oder angestückte Holzteile im Randbereich lassen die Werke oft in die dritte Dimension treten. Ab 2006 dominieren Blumenmotive, mit denen er sich stilistisch sowohl bei Claude Monets Seerosenbildern als auch bei Cy Twomlys grossformatigen Fliessbildern anlehnt.

## Ausstellungen (Auswahl)
- 1989: Kunstmausoleum Biel: Polstergruppe (Skizzenbücher)
- 1989: Museum für Gestaltung Basel: Plakataktion Zwischenzeit
- 1990: Kino Museum, Moskau (Projekt Querschnitt)
- 1991: Kunstmuseum Bern, Weisser Saal: Projekt Querschnitt – Die Grafikmappe
- 1991: Kunstmuseum Bern, Weisser Saal: Wieso Kunstmausoleum – ein Bild
- 1992: Kunstmuseum Thun: Querschnitt ist tot, es lebe der Querschnitt, (Projekt Querschnitt)
- 1996: Skulpturengarten Thusis (Gruppenausstellung)
- 1996: Kunstmuseum Thun: Nachschlag 96 (Gruppenausstellung)
- 1997: Kunstmuseum Olten: Am Anfang war das Bild (Kreiselsammlung Stefan Haenni)
- 1997: Schloss Achberg, Sammlung Horn: Trotz und Übermut, Junge Malerei aus Süddeutschland (Gruppenausstellung)
- 2003: 16. Triennale für Tiefdruckgraphik, Grenchen (Gruppenausstellung)
- 2008: Museum Jean Tinguely, Basel: Tschau Sepp (Gruppenausstellung)
- 2009: CRAA Centro Ricerca Art Attuale, Villa Giulia, Verbania: FLOWER POWER (Gruppenausstellung)
- 2013: Werke aus der Sammlung der Basler Zeitung, Basel (Gruppenausstellung)
- 2024: Galerie Carzaniga, Basel: 60 Jahre Lorenz Spring. Ein Blick zurück und nach vorne. (Durch die Galerie Carzaniga & Ueker ist er ab 1991 regelmässig an Kunstmessen wie der Art Basel vertreten.)
- 2025: Galerie Da Mihi, Bern: Agape.

## Publikationen
- Marc Fehlmann, Ernst Scheidegger: Lorenz Spring, Verlag F. Reinhardt, Basel 2002, ISBN 3-7245-1233-3.